# Змагання «Міцний чолов'яга»

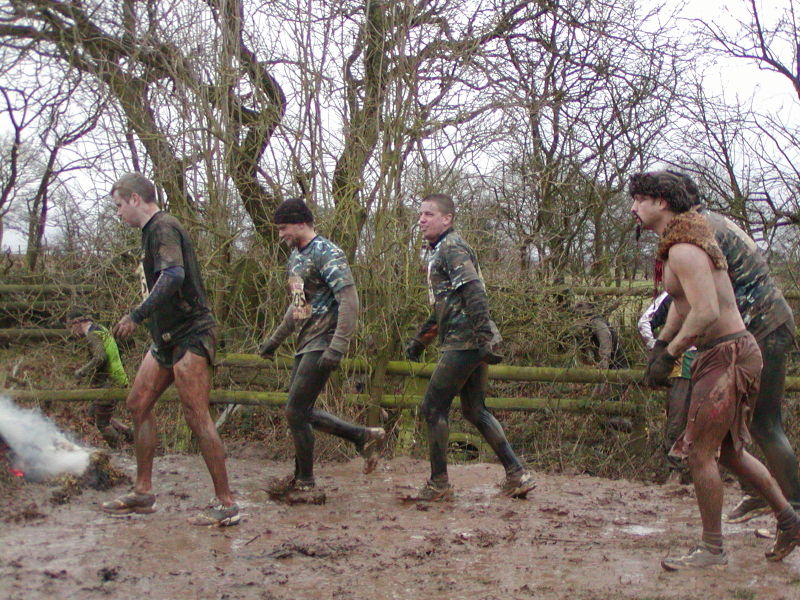
«Tough Guy», учасники біжать через болото

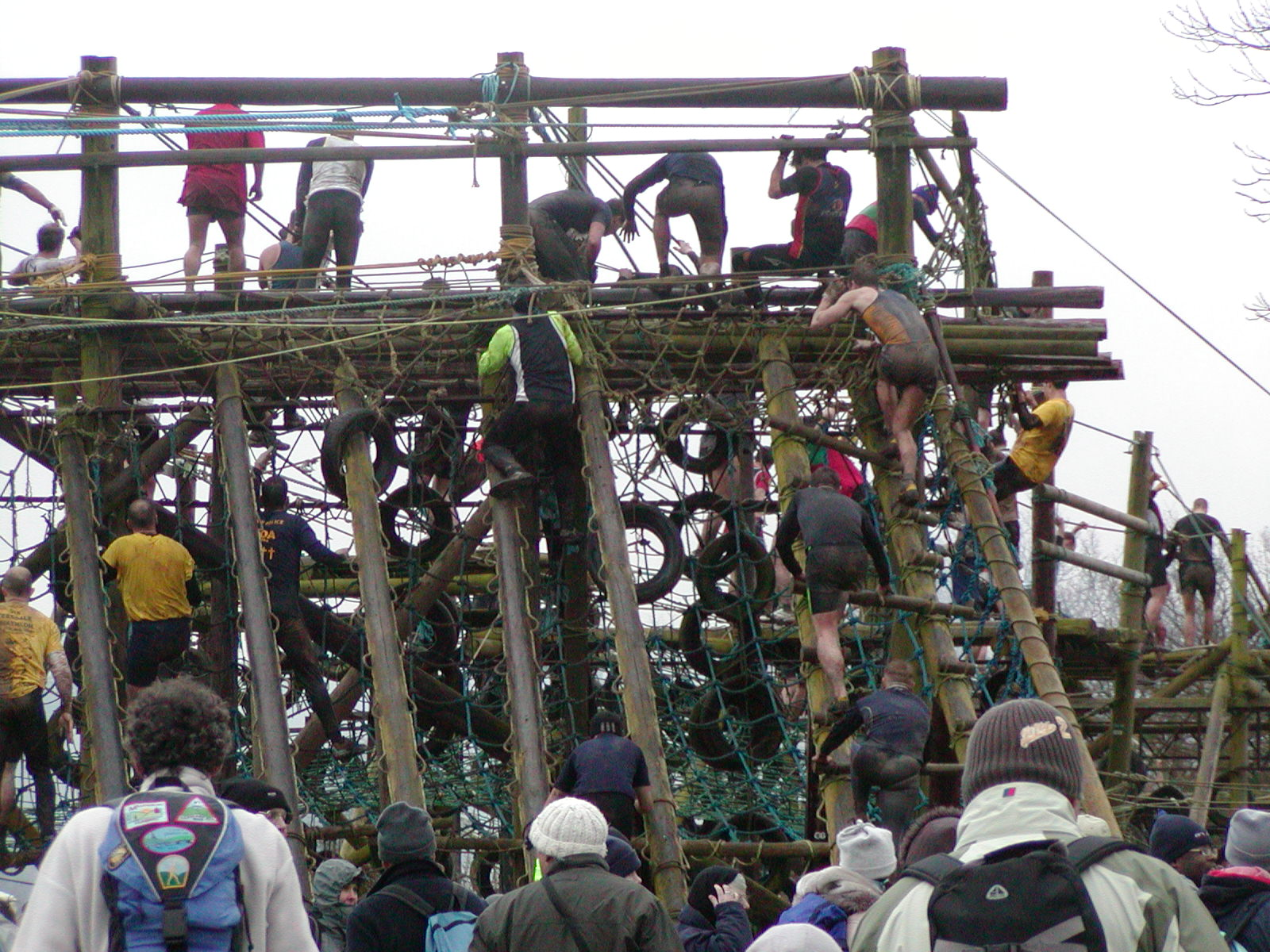
Одна з перешкод

«Міцний чолов'яга» (англ. Tough Guy) — так називають найважчі змагання в стилі гонки на виживання у світі. Започатковане Біллі Вілсоном (прізвисько «Містер Миша») в 1987 році у великому селі Пертон, що у Південному Стаффордширі, Велика Британія.

## Структура
Змагання проводяться щорічно, в січні, і є бігом по пересіченій місцевості із 12-кілометровою смугою перешкод, включаючи слалом вгору і вниз пагорбами, колючий дріт, рови, стрибки, басейни із крижаною водою, вогняні ями і т. д. Все це дещо схоже на тренування елітних спецпідрозділів, правда значно розширене та дбайливо урізноманітнене витонченими жорстокими катувальними знаряддями. Загалом британці дуже полюбляють такі розваги: згадаймо тільки традиційний фестиваль-перегони «Куперсхільдський Сирний Слалом», що вже проводиться протягом 200 років.
Літній полегшений варіант змагань називається «Воїн Кропиви» (англ. Nettle Warrior).
Хоча перешкоди щороку змінюються, є вже традиційні: проповзання через 40-футовий (12,2 метра) затоплений підземний тунель, через 70-ти метрове болото під колючим дротом, прохід через вогняні ями, балансуючи на колодах і 800 метрів броду по-груди зануреним у крижану каламутну воду. Під час проходження Маршали, одягнені як командос, всіляко підганяють учасників, а навколо над головами вибухають бомби, стріляють гармати і димові шашки. До 2000 року кілька бігунів взяли участь у вправі, з перенесення важких дерев'яних розп'ять.
Вартість стартових внесків починається із ₤39 і збільшується на ₤35 із кожними 300-ма новими зареєстрованими учасниками. Тобто чим пізніше реєструєшся, тим більше платиш.
Кожного року змагання приваблює близько 5000 учасників, багато з яких із США та інших країн світу.

## Смертельні випадки та поранення
У 2000 році учасник Міхаель Грін помер у лікарні від серцевого нападу, викликаного тривалим переохолодженням. Вілсон каже, що це перший летальний випадок за 15 років. А у 2009 р. були переломи шиї, тазу, кінцівок, а 600 учасників отримали гіпотермію.
Організатори не приховують, що змагання майже гарантовано включає в себе ризик порізів, подряпин, синців, опіків, зневоднення, переохолодження, акрофобії, клаустрофобії, ураження електричним струмом, розтягнення зв'язок, численними тріщинами, вивихами та переломами кісток.
Тому перед початком змагань кожен учасник має підписати «смертельний ордер», який знімає відповідальність за будь-які травми і поранення із організаторів змагання.
Кожного року, як правило, третина учасників не доходить до фінішу. Б. Вілсон стверджує, що за 25 років зимових змагань ніхто так і не зміг пройти смугу перешкод згідно з усіма екстремальними правилами.

## Дивись також
- Куперсхільдський Сирний Слалом
- Честерський чемпіонат з сирокатання